# Sarah Pansy

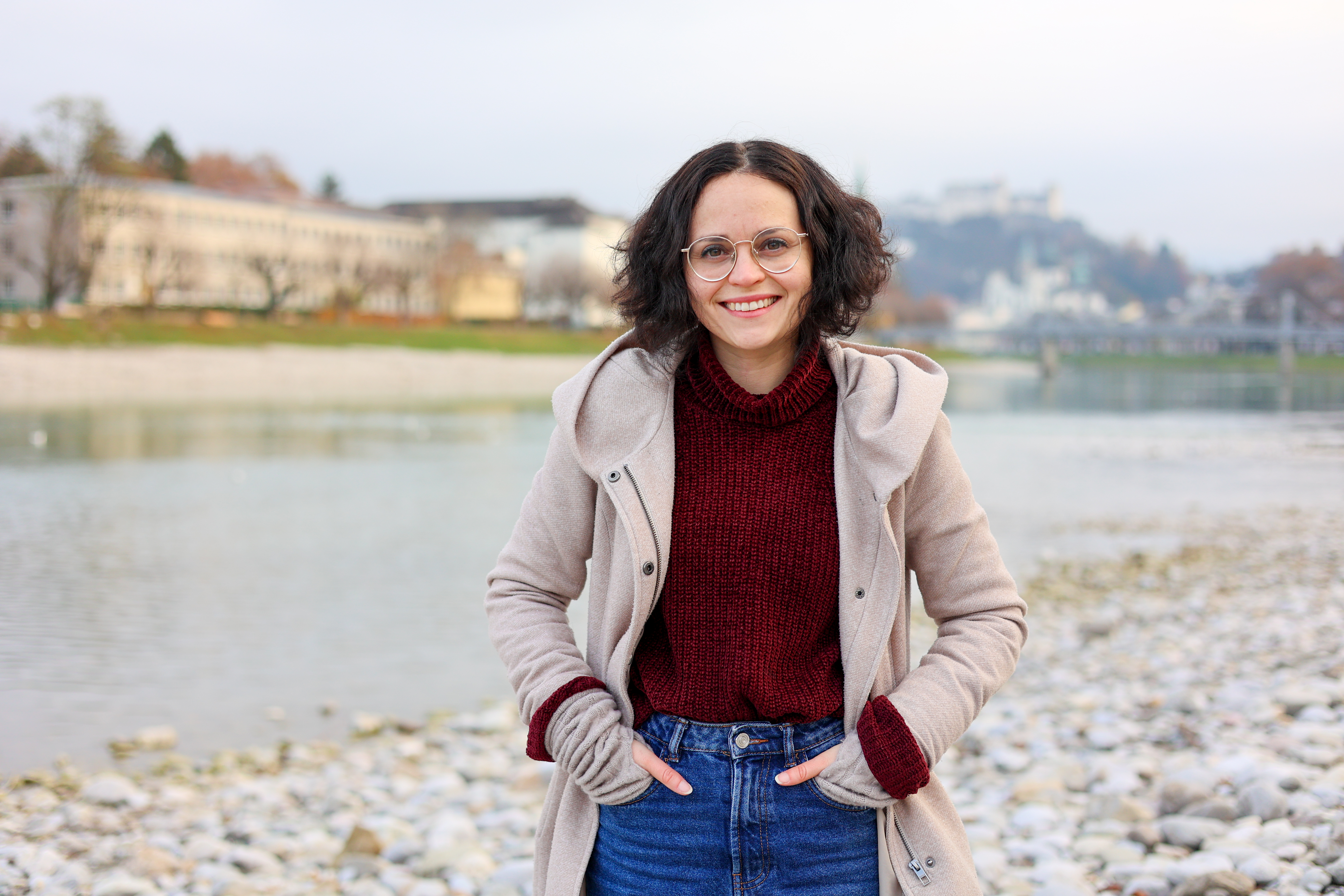
Sarah Pansy (2021)

Sarah Pansy (* 24. September 1990 in Graz, Österreich) ist eine österreichische Politikerin (KPÖ). Seit 14. Juni 2023 ist sie Mitglied des Salzburger Landtags und vertritt die Themen Energie, Verkehr, Klima, Kunst und Kultur. Die studierte Politikwissenschaftlerin und Philosophin ist KPÖ-Bundessprecherin sowie Landesvorsitzende der KPÖ in Salzburg.

## Biografie
Sarah Pansy wurde 1990 in Graz geboren und besuchte dort das Musikgymnasium Dreihackengasse und studierte klassischen Gesang am Johann-Josef-Fux-Konservatorium. Nach ihrer Matura 2010 studierte sie in Bremen Politikwissenschaft und Philosophie. Nach ihrer Rückkehr nach Österreich 2017 lebte sie zuerst in Wien und zog 2019 nach Salzburg, um die Stelle der Büroleitung beim KPÖ-PLUS-Gemeinderat Kay-Michael Dankl anzutreten.
Die gebürtige Grazerin engagierte sich bereits früh politisch. Sie war unter anderem Mitgründerin der Jungen Grünen als bundesweite Jugendorganisation der grünen Partei. In Bremen war Sarah Pansy ab dem Frühjahr 2014 Mitglied im Beirat der Rosa-Luxemburg-Initiative, ab Dezember 2014 als Beisitzerin im Vorstand, von Dezember 2015 bis Dezember 2017 Vorsitzende des Bremer Ablegers der Rosa-Luxemburg-Stiftung und war an der Universität Bremen Teil der zentralen Kommission für Frauenfragen.
Nach dem Rauswurf der Jungen Grünen durch die Mutterpartei kandidierte Pansy für das neue Bündnis der grünen Jugendorganisation mit der KPÖ bei der Nationalratswahl 2017.
2017 folgte sie Flora Petrik als Bundessprecherin der Jungen Grünen nach. Pansy wurde dem äußerst linken Flügel der Jugendorganisation zugerechnet. Sie war Gründerin der Jungen Linken, die 2018 nach dem Rauswurf der Jungen Grünen aus der Partei durch Fusion mit der vorhergehenden Jugendorganisation der KPÖ entstanden. Als Geschäftsführerin führte sie den Verband zwei Jahre lang. Außerdem engagierte sie sich unter anderem für den Erhalt des Salzburger Frauenhauses.
Im Salzburger Landtag arbeitet Sarah Pansy in den Ausschüssen
- Verfassungs- und Verwaltungsausschuss
- Ausschuss für Infrastruktur, Digitalisierung und Mobilität
- Ausschuss für Umwelt-, Natur- und Klimaschutz

## Politische Position
Pansy trat selten öffentlich in Erscheinung, findet sich aber als Mitautorin unter allen entscheidenden Papieren des Verbands und war die prägende Figur des Organisationsaufbaus. 2021 schließlich übernahm sie die Leitung der KPÖ in einem sechsköpfigen Team, das Mirko Messner an der Parteispitze ablöste. „Ich beobachte, dass es immer mehr Menschen gibt, die für klassenpolitische Standpunkte ansprechbar sind. Daher kommt unser Vorhaben, die KPÖ auf neue Beine zu stellen, nun zur richtigen Zeit“, erklärt sie in einem Interview nach der Wahl zur Bundessprecherin der KPÖ. Neben Sarah Pansy gehören Katerina Anastasiou, Rainer Hackauf, Günther Hopfgartner (statutarischer Vorsitzender), Tobias Schweiger und Natascha Wanek der neuen Parteileitung an. 2021 gewann die KPÖ in mehreren Städten Österreichs Mandate hinzu und Elke Kahr wurde erste kommunistische Bürgermeisterin von Graz.
Bei der Salzburger Landtagswahl vom 23. April 2023 wurde sie auf Listenplatz 4 in das Landesparlament gewählt.